# Vicente Cañas
Vicente Cañas, S.J. (Albacete, 22 oktober 1939 - Mato Grosso, 6 april 1987), bijgenaamd Kiwixi, was een Spaanse missionaris, een jezuïet die het eerste vredelievende contact maakte met de Enawene Nawe, een indianenstam in de Mato Grosso in Brazilië. Hij leefde meer dan tien jaar bij hen, nam hun levensstijl aan en hielp hen met medicijnen. Mede door zijn toedoen groeide de stam van 97 tot meer dan 430 personen. Net zoals Chico Mendes en Wilson Pinheiro werd hij vermoord door veeboeren die het Amazonebekken inpalmen.